# Fenicisch alfabet
Het Fenicische alfabet is het alfabet dat gebruikt werd door de Feniciërs om hun taal mee weer te geven. Het is afgeleid van het Proto-Sinaïtische schrift. Het Fenicische alfabet is minstens 3000 jaar oud en zowel het Griekse alfabet als het Aramees alfabet is hier van afgeleid. Het Fenicische alfabet ligt daarmee aan de basis van bijna alle moderne alfabetten.
Doordat de tekens oorspronkelijk in steen werden gebeiteld, zijn de meeste tekens uit dit alfabet – zoals de runentekens – hoekig en recht. Het schrift werd van rechts naar links geschreven. Om en om van rechts naar links en van
links naar rechts (zogenaamd boustrophedon, "zoals een os ploegt") wordt het ook wel aangetroffen. Van diverse tekens zijn verschillende varianten, zo wordt de tav wel meer als '+' geschreven dan als 'x', de chet met twee dwarsstreepjes, enzovoorts.
Het Paleo-Hebreeuwse alfabet komt sterk overeen met het Fenicische. Ook bijvoorbeeld het Moabitisch werd met een soortgelijk alfabet geschreven. Pas na vele eeuwen werd voor het Hebreeuws het Aramese alfabet gebruikt, ook wel kwadraatschrift genoemd vanwege de vierkante vorm van diverse letters. Voor beide alfabetten geldt, dat ze volledig uit medeklinkers bestaan.
De Hebreeuwse namen van de tekens suggereren, dat de Fenicische tekens oorspronkelijk pictogrammen waren. Enkele voorbeelden: De eerste letter, aleph, betekent iets als 'rund'. In het teken kan men het hoofd en de hoorns van een rund nog herkennen, als men de hoofdletter A uit ons Latijnse alfabet omdraait, geldt dit ook. Het woord samekh betekent vis. In de Fenicische letter samekh is dan ook een vissengraat te herkennen.
Fenicische inscripties zijn op diverse archeologische sites rond de Middellandse Zee waar Fenicische kolonies zijn gevonden, zoals in Libanon, Tunesië, Algerije, Sicilië en Spanje. In 1960 werden in noordelijk Italië de zogenoemde Plaatjes van Pyrgi gevonden, een op gouden bladeren opgetekend handelsverdag tussen de Carthagers en de Etrusken, een antiek Italiaans volk. De tekst, geschreven in zowel het Fenicisch als het Etruskisch, was cruciaal in het helpen begrijpen van de Etruskische taal.

## Het Fenicisch alfabet
Het Fenicisch alfabet vergeleken met diverse andere alfabetten.
| Letter | Naam   | Betekenis         | Getalswaarde | Transliteratie | Corresponderende letter in het | Corresponderende letter in het | Corresponderende letter in het | Corresponderende letter in het |
| Letter | Naam   | Betekenis         | Getalswaarde | Transliteratie | Hebreeuws                      | Arabisch                       | Grieks                         | Latijn                         |
| ------ | ------ | ----------------- | ------------ | -------------- | ------------------------------ | ------------------------------ | ------------------------------ | ------------------------------ |
| Aleph  | ʾāleph | os                | 1            | ʾ              | א                              | ﺍ                              | Αα                             | Aa                             |
| Beth   | bēth   | huis              | 2            | b              | ב                              | ﺏ                              | Ββ                             | Bb                             |
| Gimel  | gīmel  | kameel            | 3            | g              | ג                              | ﺝ                              | Γγ                             | Cc, Gg                         |
| Daleth | dāleth | deur              | 4            | d              | ד                              | ﺩ                              | Δδ                             | Dd                             |
| He     | hē     | venster           | 5            | h              | ה                              | ﻩ                              | Εε                             | Ee                             |
| Waw    | wāw    | haak              | 6            | w              | ו                              | ﻭ                              | (Ϝ ϝ), Υυ                      | Ff, Uu, Vv, Ww, Yy             |
| Zayin  | zayin  | wapen             | 7            | z              | ז                              | ﺯ                              | Ζζ                             | Zz                             |
| Heth   | ḥēth   | hek               | 8            | ḥ              | ח                              | ﺡ                              | Ηη                             | Hh                             |
| Teth   | ṭēth   | wiel              | 9            | ṭ              | ט                              | ﻁ                              | Θθ                             |                                |
| Yodh   | yōdh   | arm               | 10           | y              | י                              | ﻱ                              | Ιι                             | Ii, Jj                         |
| Kaph   | kaph   | handpalm          | 20           | k              | כ                              | ﻙ                              | Κκ                             | Kk                             |
| Lamedh | lāmedh | prikkel           | 30           | l              | ל                              | ﻝ                              | Λλ                             | Ll                             |
| Mem    | mēm    | water             | 40           | m              | מ                              | ﻡ                              | Μμ                             | Mm                             |
| Nun    | nun    | slang             | 50           | n              | נ                              | ﻥ                              | Νν                             | Nn                             |
| Samekh | sāmekh | vis               | 60           | s              | ס                              | ﺱ                              | Ξξ, Χχ                         | Xx                             |
| Ayin   | ʿayin  | oog               | 70           | ʿ              | ע                              | ﻉ                              | Οο                             | Oo                             |
| Pe     | pē     | mond              | 80           | p              | פ                              | ﻑ                              | Ππ                             | Pp                             |
| Sade   | ṣādē   | papyrus           | 90           | ṣ              | צ                              | ﺹ                              | (Ϻϻ)                           |                                |
| Qoph   | qōph   | oog van een naald | 100          | q              | ק                              | ﻕ                              | (Ϙϙ)                           | Qq                             |
| Res    | rēš    | hoofd             | 200          | r              | ר                              | ﺭ                              | Ρρ                             | Rr                             |
| Sin    | šin    | tand              | 300          | š              | ש                              | ش                              | Σσ                             | Ss                             |
| Taw    | tāw    | teken             | 400          | t              | ת                              | ﺕ                              | Ττ                             | Tt                             |

## Alternatieve weergave

Alternatieve weergave
Aleph - 1
Beth - 2
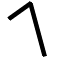
Gimel - 3
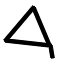
Daleth - 4
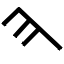
He - 5
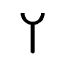
Waw - 6
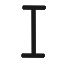
Zajin - 7
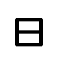
Chet - 8
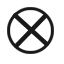
Tet - 9
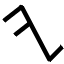
Jod - 10
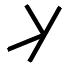
Kaph - 20
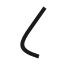
Lamed - 30
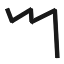
Mem - 40
Nun - 50
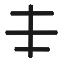
Samech - 60
'Ajin - 70
Pe - 80
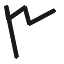
Zade - 90
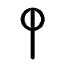
Qoph - 100
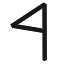
Resch - 200
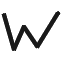
Schin - 300
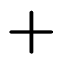
Tav - 400